# ساندرا موزاروفسکی
ساندرا موزاروفسکی (اسپانیایی: Sandra Mozarowsky‎؛ ‏ ۱۷ اکتبر ۱۹۵۸ – ۱۴ سپتامبر ۱۹۷۷) بازیگر اهل اسپانیا بود.

## مرگ
موزاروفسکی از بالکن آپارتمانش در طبقه چهارم سقوط کرد، بیست‌ودو روز در کمای نباتی به‌سر برد و در تاریخ ۱۴ سپتامبر ۱۹۷۷ بر اثر جراحات وارده درگذشت. مرگ او به‌طور رسمی «خودکشی» اعلام شد؛ هرچند برخی گزارش‌های خبری اعلام کردند که هنگام سقوط، حدود ساعت ۴ صبح، در حال آب دادن به گل‌ها بوده است. گمانه‌زنی‌ها درباره علت مشکوک مرگ او به تدریج در قالب یک روایت نسبتاً ثابت شکل گرفت که در منابع مکتوب مختلف، از جمله آثار نویسندگان معتبر، بازتاب یافت. برای مثال، اندرو مورتون در کتاب بانوان اسپانیا می‌نویسد:
- «از جمله معشوقه‌های احتمالی خاندان سلطنتی، از خوانندهٔ ایتالیایی رافائلا کارا و بازیگر بسیار جوان، ساندرا موزارووسکی نام برده شده که در شرایطی مرموز درگذشت. گمانه‌زنی‌های نگران‌کننده‌ای وجود داشت مبنی بر اینکه خودکشیِ ظاهری او — تنها چیزی که با اطمینان می‌دانیم این است که در حال آب دادن به گل‌ها بود که از بالکن آپارتمانش سقوط کرد — در واقع کار افرادی بود که بیم آن داشتند این دختر جوان ممکن است خاندان سلطنتی را در موقعیتی دشوار قرار دهد.»[یادداشت ۱]

در کتاب ماریو کنده با عنوان زندانِ کامیابی نوشتهٔ روزنامه‌نگار خاویر بلدا، چنین آمده است (بخش‌های پررنگ در اصل وجود نداشته‌اند):
- «اگر این اظهارات جولیان سانکریستوبال در زندان درست بوده باشد — و من شخصاً با توجه به اینکه او به اطلاعات محرمانه دسترسی داشت، در این مورد تردیدی ندارم — در این صورت، نه‌تنها باربارا ری ممکن بود از خودش فیلم‌برداری کرده باشد تا مطمئن شود که مثل ساندرا از بالکن «خودکشی داده نمی‌شود» (ساندرا، فراموشت نمی‌کنیم)، بلکه منافع دیگری که مستقیماً با «سیستم» در ارتباط بودند، در پشت سایر تولیدات سینمایی جنجالی نیز وجود داشتند.»[یادداشت ۲]

توضیح غیررسمی دیگری از ماجرا، در کتابی به نام نوشته‌ای در یک کتاب آمده که با نام مستعار «تام فارل» منتشر شده است — همان نامی که شخصیت کوین کاستنر در فیلم هیچ راهی وجود ندارد دارد و احتمالاً اشاره‌ای است به شرایط مرگ شخصیت «شان یانگ» در آن فیلم. بر اساس این کتاب، حمله به یک بازیگر زن به نام «سارا واگنروفسکی» که از پادشاه فرزندی در شکم داشت (در این روایت، خوآن کارلوس یکم، پادشاه اسپانیا و خانواده‌اش با نام واقعی‌شان معرفی شده‌اند)، توسط فردی به نام «نستور کولومر، بارون آندوخار» سازماندهی شده بود — که احتمالاً نسخه‌ای داستانی از مارکی بیست‌وسوم موندخار، رئیس وقت دربار سلطنتی است.
طبق این روایت، «آندوخار» این نقشه را برای ایجاد سقط جنین در این زن طراحی کرده بود، اما آسیب‌های ناشی از پرتاب او از پنجره بیش از حد شدید بود. داستان به‌شدت متکی بر روایتی است که گفته می‌شود از یکی از نیروهای تازه‌کار امنیتی دربار سلطنتی نقل شده است. گفته می‌شود این فرد در نزدیکی ورودی ساختمان، در سطح خیابان ایستاده بود و سقوط زن را چند دقیقه پس از آنکه سرپرستش همراه با دو مرد دیگر (که گمان می‌رود تبهکارانی از مارسی یا جنوب اروپا بوده‌اند) به طبقه بالای آپارتمان او رفته بودند، به چشم دید.
او در گورستان فرشته نگهبان مقدس در مادرید به خاک سپرده شد.